# Перепелиця жовтогруда
Перепелиця жовтогруда (Callipepla gambelii) — вид куроподібних птахів родини токрових (Odontophoridae).

## Поширення
Вид поширений на заході Північної Америки. У США він трапляється від західної частини Техасу до південно-східної Каліфорнії. У Мексиці живе на півночі Нижньої Каліфорнії, Сонори, Сіналоа та на північному заході штату Чіуауа. Мешкає в пустельних районах з чагарниковою і колючою рослинністю.

## Опис
Птах міцної статури з короткими крилами та хвостом. Тіло завдовжки 24—28 см, вагою 157—208 г. Дорослі самці мають чорний лоб і горло, відокремлені білою U-подібною лінією від решти тіла і горизонтальною лінією від верхівки голови, яка має каштаново-коричневий колір. На лобі є пучок чорного пір'я у вигляді чубчика. Шия, спина і частина грудей сіро-блакитні з чіткими коричневими відтінками на шиї, бічна частина коричнева з білими горизонтальними смугами, живіт кремовий, а ділянка біля ніг чорна. Таке саме забарвлення, як і самці, мають дорослі самиці, але вони світліші й мають світло-коричневе лице, кремово-коричневий плямистий живіт і коротший чубчик.

## Спосіб життя
Трапляється парами або групами до 20 птахів. Більшу частину часу проводить на землі, літає неохоче. Вночі сидить на гілках чагарників. Живиться насінням, листям, плодами, у сезон розмноження поїдає також комах. Утворює моногамні пари. Гніздо має вигляд неглибокої ямки у ґрунті, захищеної високою рослинністю. У кладці 10—12 яєць. Інкубація триває 22 дні. Зазвичай усі яйця вилуплюються одночасно. Обидва батьки піклуються про потомство.

## Галерея

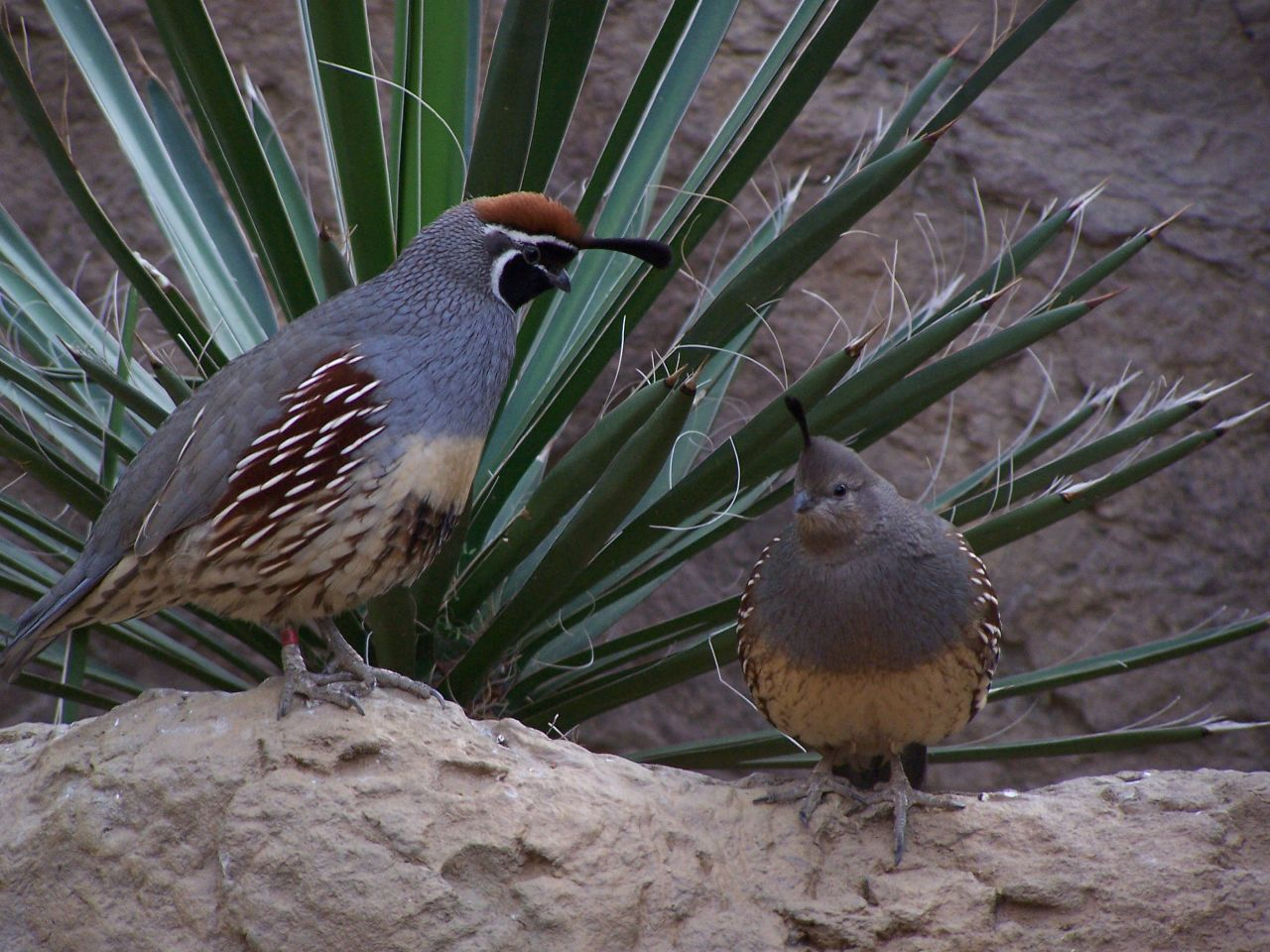
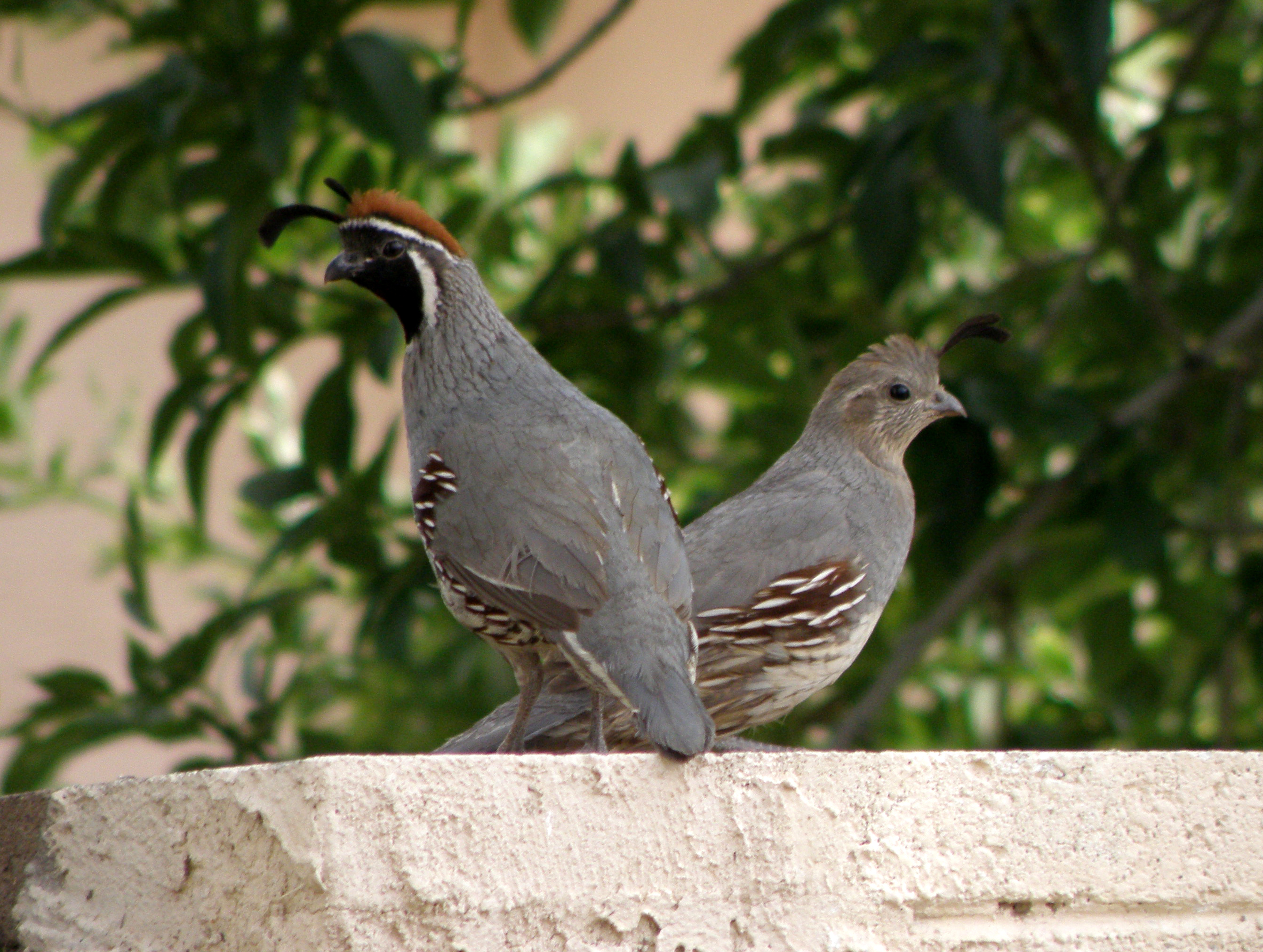
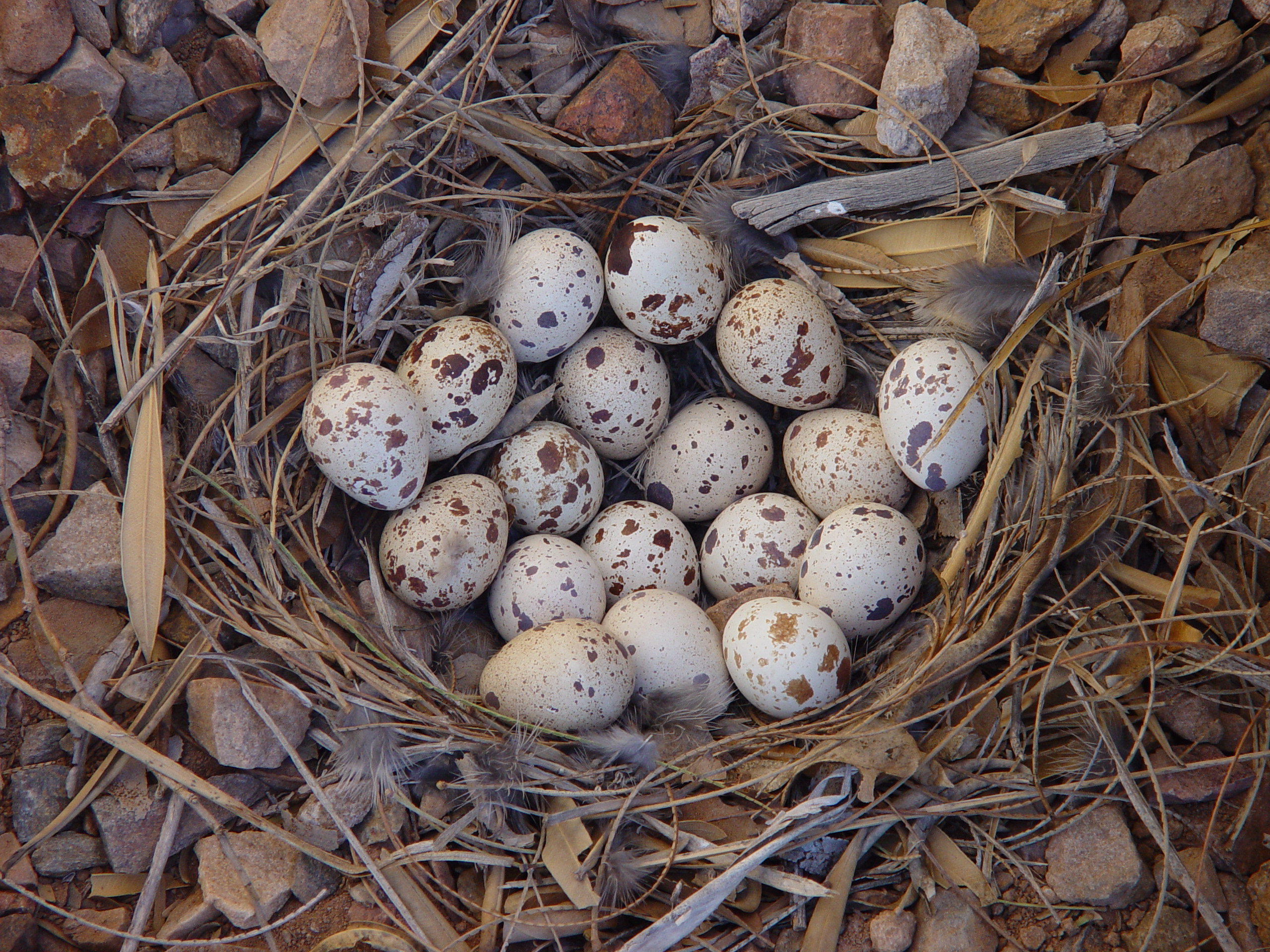
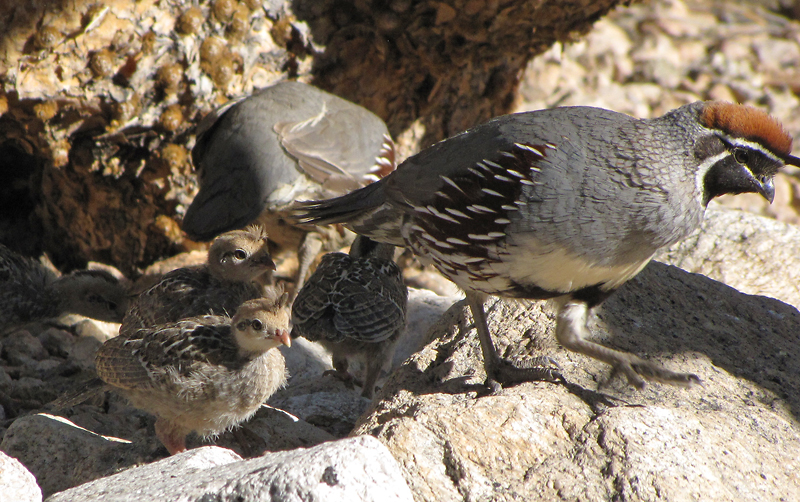
Дорослі з курчатами
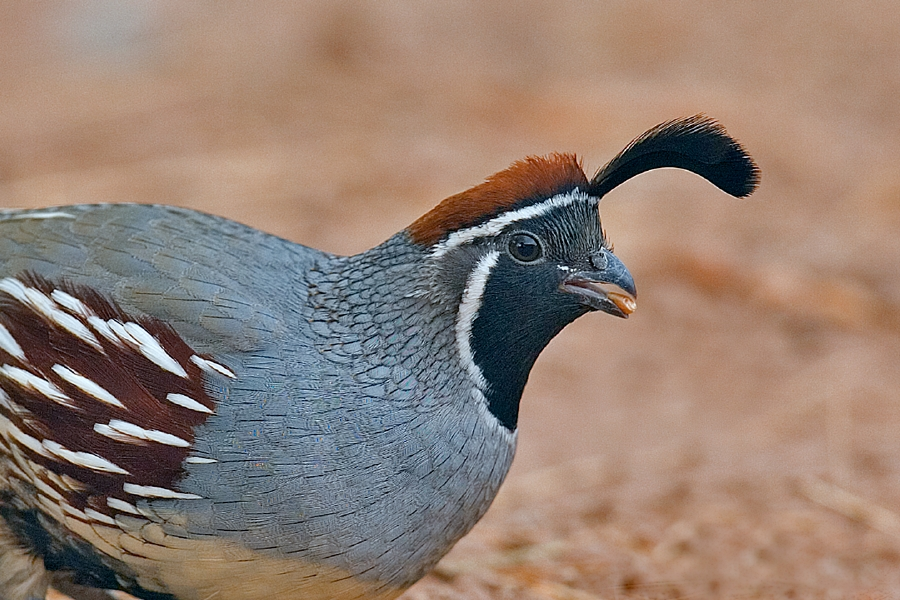
Самець
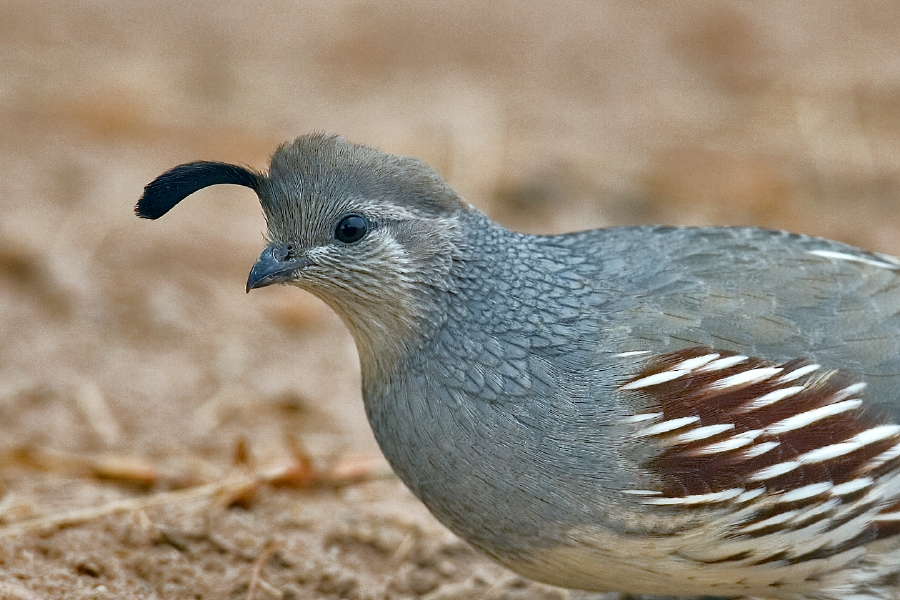
Самиця